# Tommy Dorfman
Tommy Dorfmanová (* 13. května 1992 Atlanta, Georgie) je americká herečka. Proslavila se rolí Ryana Shavera v seriálu Proč? 13x proto.

## Životopis a kariéra
Narodila se v Atlantě ve státě Georgia. Absolvovala herectví na Fordhamské univerzitě v New Yorku, kde získala bakalářský titul. Role v seriálu Proč? 13x proto byla její první hereckou rolí vůbec. Kromě herectví se věnuje i tanci, mimo jiné vystupovala s baletním souborem v Atlantě.

## Osobní život
Před svou tranzicí se identifikovala jako homosexuální muž a otevřeně se angažovala za práva LGBT lidí. Dne 12. listopadu 2016 se pak ještě jako muž oženila se svým přítelem Peterem Zurkuhlenem. Svou genderovou identitu posléze definovala jako nebinární, načež se 22. července 2021 skrze svůj instagramový příspěvek veřejně vyoutovala jako trans žena.

## Filmografie
| Rok        | Název                        | Role        | Poznámky                   |
| ---------- | ---------------------------- | ----------- | -------------------------- |
| 2009       | Foreign Exchange             | Student     | krátkometrážní film        |
| 2013       | In My Skin                   | Julian      | krátkometrážní film        |
| 2016       | i-Witness                    | Rob Jr.     | díl: „The Smith Sisters“   |
| 2017–dosud | Proč? 13x proto              | Ryan Shaver | 18 dílů                    |
| 2019       | Jane the Virgin              | Bobby       | vedlejší role              |
| 2019       | American Princess            | Nick        | vedlejší role              |
| 2019       | Jane the Virgin              | Bobby       | vedlejší role              |
| 2019       | American Princess            | Nick        | vedlejší role              |
| 2019       | Fluidity                     | Daniel      |                            |
| 2019       | Nenasytná                    | Jonathan    | 2 díly                     |
| 2020       | Já, Victor                   | Justin      | díl: „Boys' Trip“          |
| 2020       | RuPaul's Drag Race All Stars | Guest Judge | díl: „Snatch Game of Love“ |
| 2020       | Love in the Time of Corona   | Oscar       | hlavní role                |
| 2021       | The Shuroo Process           | Mark        |                            |
| 2022       | Sharp Stick                  | Tali        |                            |